# Kassavakväkare
Kassavakväkare (Pseudotolithus senegalensis) är en fiskart som först beskrevs av Valenciennes, 1833.  Kassavakväkare ingår i släktet Pseudotolithus och familjen havsgösfiskar. Inga underarter finns listade i Catalogue of Life.